# Unai Rementeria Castro
Unai Rementeria Castro (Bilbao, Vizcaya, 10 de agosto de 1999) es un futbolista español que juega de centrocampista en el CP Cacereño de Primera Federación.

## Trayectoria
Unai comenzó su formación en las filas del Danok Bat en 2005 hasta que, en 2009, se incorporó a la cantera del Athletic Club. En enero de 2012 regresó a su anterior club hasta 2014, cuando se marchó al Romo FC. Tras destacar en el club getxotarra, se incorporó a la cantera Real Sociedad en 2015.Pasó dos temporadas en los juveniles txuriurdines y, posteriormente, fue cedido al C. D. Getxo en verano de 2017 y, en enero de 2018, fue prestado al Bermeo FT. Tras finalizar su contrato con el club donostiarra, se incorporó al Sodupe U. C. de la Tercera División en julio de 2018. Después de unos meses en el club sodupeño, firmó por el Club Portugalete en enero de 2019.
De cara a la temporada 2019-20 firmó por la S. D. Amorebieta de Segunda B, donde no consiguió ganarse la titularidad.Un año después se incorporó al Arenas Club, donde firmó cuatro dianas y llamó la atención de varios clubes. Finalmente, el 31 de mayo de 2021, se comprometió con el C. D. Mirandés de Segunda División por tres temporadas.
El 27 de enero de 2022, ante la falta de minutos, fue cedido hasta final de temporada al Bilbao Athletic de Primera Federación. Tras varios meses sin equipo, el 15 de enero de 2023 firmó por el C. F. Talavera de la Reina de Primera Federación, con el que descendió de categoría en mayo.En julio de 2024 se incorporó al CD Numancia de Segunda Federación.Después de no consolidarse en el equipo soriano, se marchó libre al CD Tudelano de la misma categoría en febrero de 2025.En junio de 2025 firmó por el CP Cacereño, recién ascendido a Primera Federación.

## Clubes
| Club                       | País   | Año       |
| -------------------------- | ------ | --------- |
| C. D. Getxo                | España | 2017      |
| Bermeo Futbol Taldea       | España | 2018      |
| Sodupe U. C.               | España | 2018      |
| Club Portugalete           | España | 2019      |
| S. D. Amorebieta           | España | 2019-2020 |
| Arenas Club de Getxo       | España | 2020-2021 |
| C. D. Mirandés             | España | 2021-2022 |
| Bilbao Athletic (cedido)   | España | 2022      |
| C. F. Talavera de la Reina | España | 2023-2024 |
| C. D. Numancia             | España | 2024-2025 |
| C. D. Tudelano             | España | 2025      |
| C. P. Cacereño             | España | 2025-act. |